# Сожалею о вашей утрате
«Сожалею о вашей утрате» (англ. Sorry for Your Loss) — американский драматический веб-сериал Кита Штайнкеллнера с Элизабет Олсен, Келли Мэри Трэн, Джованом Адепо, Мамуду Ати и Джанет Мактир в главных ролях. Премьера сериала состоялась 18 сентября 2018 года на Facebook Watch.

## Сюжет
Сериал повествует о молодой вдове Ли Шоу, которая вынуждена пересмотреть свою жизнь и отношения после смерти мужа.

## Актёры и роли

### Основной состав
- Элизабет Олсен — Ли Шоу
- Келли Мэри Трэн — Джулс Шоу
- Джован Адепо — Дэнни Грир
- Мамуду Ати — Мэтт Грир
- Джанет Мактир — Эми Шоу

### Второстепенные роли
- Зак Робидас — Дрю Барместер
- Аиша Альфа — Клэр

### Гостевые роли
- Лорен Робертсон — Бекка Урвин
- Дон Макманус[англ.] — Ричард
- Райан Райлли — Райан